# Nougat Bar
 (mars 2025).
 (mars 2025).
Motif : Je ne vois pas trop les sources montrant la notoriété.
- Archive Wikiwix
- Bing
- Cairn
- DuckDuckGo
- E. Universalis
- Gallica
- Google
- G. Books
- G. News
- G. Scholar
- Persée
- Qwant
- (zh) Baidu
- (ru) Yandex
- (wd) trouver des œuvres sur Wikidata

| 1. | Préciser le motif de la pose du bandeau. | Précisez le motif de la pose du bandeau en utilisant la syntaxe suivante : {{admissibilité à vérifier\|date=mars 2025\|motif=remplacez ce texte par le motif}}                  |
| 2. | Informer les utilisateurs concernés.     | Pensez à avertir le créateur de l'article, par exemple, en insérant le code ci-dessous sur sa page de discussion : {{subst:avertissement admissibilité à vérifier\|Nougat Bar}} |

Nougat Bar (coréen : 누가바) est une crème glacée sud-coréenne produite par Haetae Ice depuis 1974 et acquise par Binggrae en 2020. Ce dessert glacé se compose d'une fine couche de chocolat au nougat enrobant une crème à la vanille à l'intérieur.

## Variétés
Voir : (ko) « 누가바 », sur 나무위키,‎ 16 février 2025 (consulté le 12 mars 2025)

## Publicité
En mars 2024, Haetae Ice, filiale de Binggrae, a lancé une campagne publicitaire pour célébrer le 50e anniversaire de Nougat Bar. Le spot, mettant en vedette l'acteur Na In-woo, se distingue par l'utilisation d'un jeu de mots autour du terme « nougat ».